# Lijst van opperprocuratoren van de Heiligste Regerende Synode
Dit is een lijst van opperprocuratoren van de Heiligste Regerende Synode van de Russisch-orthodoxe Kerk. De Heiligste Regerende Synode bestond van 1721 tot 1917. Een opperprocurator was geen geestelijke, maar werd als toezichthouder door de tsaar aan de synode toegevoegd. Het was een soort minister van godsdienst. 
1. Ivan Vasilievitsj Boltin (22 mei of 19 juni 1722 – 11 mei of 29 mei 1725)
2. Aleksej Petrovitsj Baskakov (11 mei of 29 mei 1725 – 25 juli 1726 of 2 december 1730)
3. Gardekapitein R. A. Raijevskij (14 juli of 25 juli 1726 – ?) Tot 1740 wordt er geen opperprocureur benoemd.
4. Nikita Sergejevitsj/Semionovitsj Kretsjetnikov (3 november of 31 december 1740 – 29 maart 1742)
5. Jakov Petrovitsj Schachovskoj (31 december 1741 – 29 maart 1753)
6. Athanasios Ivanovitsj Lvov (18 december 1753 – 17 april 1758
7. Aleksej Semenovitsj Kozolovskij (17 april 1758 – 9 juni 1763)
8. Ivan Ivanovotisj Melissino (10 juni 1763 – 24 oktober 1786)
9. Peter Petrovitsj Tsjebijtsev (24 oktober 1786 – 7 mei 1774)
10. Sergej Vasilijevitsj Aktsjurin (12 mei 1774 – 28 juli 1786)
11. Apollos Ivanovitsj Naumov (28 juli 1786 – 26 juli 1791)
12. Graaf Aleksej Ivanovitsj Moesin-Poesjkin (26 juli 1791 – 8 juli 1797)
13. Prins Vasili Aleksejevitsj Khovanskij (14 juli 1797 – 5 juni 1799)
14. Graaf Dmitri Ivanovitsj Khvostov (10 juni 1799 – 12 december 1802)
15. Aleksander Aleksejevitsj Jakovlev (31 december 1802 of  9 januari 1803 – 1 oktober of  7 oktober 1803)
16. Prins Aleksander Nikolajevitsj Galitsin (21 oktober 1803 – 24 oktober of 19 november 1817), tot aan mei 1824 minister van religieuze zaken en openbaar onderwijs van het Keizerrijk Rusland.
17. Prins Peter S. Mesjtsjerskij (24 november 1817 – 2 april 1833)
18. Steven Dmitrijevitsj Netsjajev (1833 – 25 juni 1836)
19. Graaf Nikolaas Aleksandrovitsj Protasov (24 februari 1836 – 16 januari 1855)
20. Aleksander Ivanovitsj  Karasevskij 25 december 1855 – 20 september 1856
21. Graaf Aleksander Petrovitsj Tolstoj (20 september 1856 – 28 februari 1862)
22. Aleksej Petrovitsj Achmatov (maart 1862 – juni 1865)
23. Graaf Dmitri Andrejevitsj Tolstoj (23 juni 1865 – 23 april 1880)
24. Konstantin Petrovitsj Pobedonostsev (24 april 1880 – 19 oktober 1905)
25. Prins Aleksander Dmitrijevitsj Obolenski (20 oktober 1905 - 4 april 1906)
26. Graaf Aleksej Aleksandrovitsj Schirinskij-Schichmatov (26 april 1906 - 9 juni 1906)
27. Peter Petrovitsj Isvolskij (27 juni 1906 - 5 februari 1909)
28. Sergej Michailovitsj Loekianov (5 februari 1909 - 2 mei 1911)
29. Vladimir Karlovitsj Sabler (2 mei 1911 - 4 juli 1915)
30. Aleksander Dmitrijevitsj Samarin (5 juli 1915 - 26 september 1915)
31. Aleksander Nikolajevitsj Volzhin (1 oktober 1915 - 7 augustus 1916)
32. Nikolaas Pavlovitsj Rajev  (7 augustus of 30 augustus 1916 - 3 maart 1917)
33. Vladimir Nikolajevitsj Lvov (3 maart 1917 - 24 juli 1917), benoemd door de voorlopige regering.
34. Anton Vladimirovitsj Kartashev (25 juli  – 5 augustus 1917), benoemd door de voorlopige regering.